# Natação artística no Campeonato Europeu de Esportes Aquáticos de 2018 - Rotina livre dueto misto
A prova da rotina livre dueto misto da natação artística no Campeonato Europeu de Esportes Aquáticos de 2018 ocorreu nos dias 7 de agosto no Scotstoun Stadium, em Glasgow no Reino Unido. 

## Calendário
| Fase  | Data        | Hora  |
| ----- | ----------- | ----- |
| Final | 7 de agosto | 10:11 |

Todos os horários estão no horário local (UTC+0)

## Medalhistas
| Ouro                                              | Prata                                      | Bronze                               |
| Rússia · Mayya Gurbanberdieva · Aleksandr Maltsev | Itália · Manila Flamini · Giorgio Minisini | Espanha · Berta Ferreras · Pau Ribes |

## Resultados
Esses foram os resultados da competição. 
| Pos.              | Nacionalidade | Nadadores                                  |         |
| Pos.              | Nacionalidade | Nadadores                                  | Pontos  |
| ----------------- | ------------- | ------------------------------------------ | ------- |
| Medalha de ouro   | Rússia        | Mayya Gurbanberdieva Aleksandr Maltsev     | 92.4000 |
| Medalha de prata  | Itália        | Manila Flamini Giorgio Minisini            | 90.7333 |
| Medalha de bronze | Espanha       | Berta Ferreras Pau Ribes                   | 85.4333 |
| 4                 | Grécia        | Vasileios Gkortsilas Nikoleta Papegeorgiou | 74.9333 |
| 5                 | Turquia       | Gökçen Akgün Rezzan Eda Tunçay             | 72.2000 |